# Plešel
Plešel (też: Pleso; 981 m n.p.m.) – szczyt w tzw. Krywańskiej części gór Mała Fatra na Słowacji.

## Położenie
Szczyt leży na zachodnim skraju Krywańskiej Fatry, w grzbiecie odchodzącym w kierunku zachodnim od Javoriny w masywie Suchego (1468 m n.p.m.). Gdyby brać pod uwagę całą Małą Fatrę, sytuowałby się on w głównym grzbiecie fatrzańskim, idącym dalej za przełomem Wagu na południowy zachód przez Rakytie (741 m n.p.m.) na Minčol (1364 m n.p.m.).
W kierunku północnym stoki Plešeli opadają ku dolinie Hradskiego Potoku, zwanej tu Hradské, zaś w kierunku południowym ku dolinie Hoskora.
Kotą „981 m” oznaczany jest mało wybitny garb na zachodnim krańcu dość zrównanego odcinka grzbietu, który w tym miejscu rozdziela się na dwie odnogi: północno-zachodnią, otaczającą od północy tzw. Domašínsky meander Wagu i zakończoną skałą z ruinami zamku Starý hrad oraz południowo-zachodnią, okalającą ten meander od południa i zakończoną szczytem Krivé (654 m n.p.m.).
Szczyt leży w granicach Parku Narodowego Mała Fatra. Od zachodu po szczyt sięga granica rezerwatu przyrody Starý hrad.

## Charakterystyka
Stoki wspomnianego rozrogu górskiego są strome, częściowo bardzo strome, lokalnie nad przełomowym odcinkiem Wagu skaliste. Są całe zalesione, jedynie w rejonie samego szczytu, jak i na wspomnianym połogim odcinku grzbietu kilka niewielkich polanek.
Masy Plešeli budują głównie hercyńskie granitoidy (granity, granodioryty) krystalicznego jądra Małej Fatry, pochodzące z paleozoiku (karbon – perm). Na południe i południowy zachód spod szczytu opada stare, holoceńskie osuwisko, budowane deluwialnymi sedymentami gliniasto-kamienistymi.

## Turystyka
Przez szczyt Plešeli i wspomnianym połogim grzbietem biegnie czerwono  znakowany szlak turystyczny ze Strečna do schroniska pod Suchým.